# Trsa
Trsa este un sat din comuna Plužine, Muntenegru. Conform datelor de la recensământul din 2003, localitatea are 60 de locuitori (la recensământul din 1991 erau 102 locuitori).

## Demografie
În satul Trsa locuiesc 56 de persoane adulte, iar vârsta medie a populației este de 51,8 de ani (53,6 la bărbați și 50,4 la femei). În localitate sunt 24 de gospodării, iar numărul mediu de membri în gospodărie este de 2,50.
Populația localității este foarte eterogenă.
|  |

| Demografie | Demografie | Demografie |
| An         | Locuitori  | Locuitori  |
| ---------- | ---------- | ---------- |
|            |            |            |
|            |            |            |
|            |            |            |
|            |            |            |
| 1948       | 188        |            |
| 1953       | 213        |            |
| 1961       | 223        |            |
| 1971       | 181        |            |
| 1981       | 121        |            |
| 1991       | 102        | 102        |
| 2003       | 60         | 60         |

| \| Componența etnică conform recensământului din 2003[2] \| Componența etnică conform recensământului din 2003[2] \| Componența etnică conform recensământului din 2003[2] \| Componența etnică conform recensământului din 2003[2] \| Componența etnică conform recensământului din 2003[2] \| \| ----------------------------------------------------- \| ----------------------------------------------------- \| ----------------------------------------------------- \| ----------------------------------------------------- \| ----------------------------------------------------- \| \| \| \| \| \| \| \| Sârbi \| Sârbi \| \| 36 \| 60% \| \| Muntenegreni \| Muntenegreni \| \| 23 \| 38,33% \| \| necunoscută \| necunoscută \| \| 0 \| 0% \| |              |  |    |        |
| Componența etnică conform recensământului din 2003 |              |  |    |        |
| |              |  |    |        |
| Sârbi | Sârbi        |  | 36 | 60%    |
| Muntenegreni | Muntenegreni |  | 23 | 38,33% |
| necunoscută | necunoscută  |  | 0  | 0%     |